# (388) Charybdis
(388) Charybdis ist ein Asteroid des äußeren Hauptgürtels, der am 7. März 1894 vom französischen Astronomen Auguste Charlois am Observatoire de Nice bei einer Helligkeit von 12 mag entdeckt wurde.
Der Asteroid ist benannt nach Charybdis, einer Tochter von Poseidon und Gaia, die von Zeus vor Sizilien ins Meer geworfen wurde, wo sie durch das Schlucken und Ausspucken von Wasser einen Strudel erzeugte. Odysseus, der Charybdis ausweichen wollte, verlor sechs seiner Männer an das Ungeheuer Skylla. Julius Bauschinger, der Direktor des Astronomischen Rechen-Instituts in Berlin, veröffentlichte 1901 die Namen von 34 von Charlois entdeckten Asteroiden zwischen den Nummern (356) und (451). Im Text heißt es lediglich: „Nach Zustimmung des Herrn Charlois haben folgende von ihm entdeckten… Planeten nachstehende Namen erhalten.“ Es liegt daher nahe, dass die Namen vom Astronomischen Rechen-Institut ausgewählt wurden.

## Wissenschaftliche Auswertung
Mit Daten radiometrischer Beobachtungen im Infraroten mit der Infrared Telescope Facility (IRTF) am Mauna-Kea-Observatorium auf Hawaiʻi vom 19. Dezember 1980 wurden für (388) Charybdis erstmals Werte für den Durchmesser und die Albedo von 113 km und 0,04 bestimmt. Aus Ergebnissen der IRAS Minor Planet Survey (IMPS) wurden 1992 Angaben zu Durchmesser und Albedo für zahlreiche Asteroiden abgeleitet, darunter auch (388) Charybdis, für die damals Werte von 114,2 km bzw. 0,05 erhalten wurden. Eine Auswertung von Beobachtungen durch das Projekt NEOWISE im nahen Infrarot führte 2011 zu vorläufigen Werten für den Durchmesser und die Albedo im sichtbaren Bereich von 124,2 km bzw. 0,04. Ein Vergleich von Daten, die von 1978 bis 2011 an der Sternwarte Ondřejov in Tschechien und am Table Mountain Observatory in Kalifornien gesammelt wurden, mit den Daten von NEOWISE ergab 2012 exakt die gleichen Werte. Nach neuen Messungen mit NEOWISE wurden die Werte 2014 auf 125,8 km bzw. 0,04 korrigiert. Nach der Reaktivierung von NEOWISE im Jahr 2013 und Registrierung neuer Daten wurden die Werte 2015 zunächst mit 108,9 km bzw. 0,06 angegeben und dann 2016 korrigiert zu 109,2 oder 110,1 km bzw. 0,06 oder 0,05, diese Angaben beinhalten aber alle hohe Unsicherheiten.
Eine spektroskopische Untersuchung von 820 Asteroiden zwischen November 1996 und September 2001 am La-Silla-Observatorium in Chile ergab für (388) Charybdis eine taxonomische Klassifizierung als X-Typ.
Photometrische Messungen des Asteroiden fanden erstmals statt vom 30. Oktober bis 15. Dezember 1980 am Table Mountain Observatory in Kalifornien. Aus der während drei Nächten aufgezeichneten Lichtkurve wurde eine Rotationsperiode von 9,516 h abgeleitet, wobei Perioden von 8,793 oder 10,317 h nicht völlig ausgeschlossen werden konnten.
Mit einer Auswertung photometrischer Daten des Lowell-Observatoriums und des Gaia DR2-Katalogs konnte dann im Jahr 2019 mit der Methode der konvexen Inversion erstmals ein dreidimensionales Gestaltmodell des Asteroiden für eine Position der Rotationsachse mit prograder Rotation und einer Periode von 9,5112 h bestimmt werden.
Zwischen 2012 und 2018 wurden mit der All-Sky Automated Survey for Supernovae (ASAS-SN) auch photometrische Daten von 20.000 Asteroiden aufgezeichnet. Auf mehr als 5000 davon konnte erfolgreich die Methode der konvexen Inversion angewendet werden, darunter auch (388) Charybdis, für die in einer Untersuchung von 2021 ein verbessertes dreidimensionales Gestaltmodell für zwei alternative Rotationsachsen mit prograder Rotation und einer Periode von 9,5112 h berechnet wurde. Aus den Daten von ATLAS wurde dann in einer Untersuchung von 2022 mit der Methode der konvexen Inversion eine Rotationsperiode von 9,5111 h berechnet.